# ایلاریا اسپیریتو
ایلاریا اسپیریتو (ایتالیایی: Ilaria Spirito؛ زادهٔ ۲۰ فوریهٔ ۱۹۹۴) بازیکن والیبال زن اهل ایتالیا است.